# غشاء بومان
غشاء بومان أو الطبقة الداخلية المرنة هو غشاء أملس، لاخلوي، غير متجدد، يقع بين الظهارة والسُّدى في قرنية العين. وهي تتألف من ألياف كولاجين قوية، وموجهة عشوائيًّا على السطح الأمامي السلس الذي يواجه الغشاء القاعدي والسطح الخلفي المُدمج مع صفيحة كولاجين في سدى القرنية السليم. في البشر البالغين، سُمك غشاء بومان هو من 8 إلى 12 ميكرومتر. أما في عمر الشيخوخة، يُصبح الغشاء أرق. ويوجد غشاء بومان فقط في رتبة الرئيسات في الثدييات. تبقى وظيفة غشاء بومان غير واضحة للآن، في الآونة الأخيرة، يُفتَرَض بأن غشاء بومان قد يكون بمثابة حاجز مادي لحماية الضفيرة العصبية تحت الظهارة، وبالتالي تُسرِّع تعصيب الظهارة والانتعاش الحسي . وعلاوةً على ذلك، قد تكون أيضًا بمثابة الحاجز الذي يمنع الاتصال المباشر مع سدى القرنية المجروحة، وبالتالي فإن غشاء بومان يشارك بشكل كبير في التئام أنسجة الجروح واستعادة شفافية القرنية الأمامية على المستوى الصرفي. جزء من غشاء بومان يذوب عند جراحة القرنية التي تقوم باقتطاع القرنية في عملية تصحيح تحدب القرنية الظهارية بالليزر. وبما أن الغشاء غير قابل للتوليد أو التجدد، فإنه إذا فُقِدَ جزء من الغشاء خلال العملية فإنه يُفقَد إلى الأبد.

## التاريخ
سُمِّيَ غشاء بومان بهذا الاسم نسبةً إلى مكتشفه وليام بومان (1816-1892)، وهو طبيب عيون ومُشرِّح.